# 원주 강원감영 선화당
원주 강원감영 선화당(原州 江原監營 宣化堂)은 대한민국 강원특별자치도 원주시 강원감영 내에 있는 조선시대 관찰사의 정무 공간이다. 원주 강원감영 포정루와 함께 1971년 12월 16일 강원도의 유형문화재로 지정되었으나, 조선시대 관찰사 업무공간의 위계를 보존하고 있다는 가치를 지니고 있다는 판단으로 2021년 보물로 승격되었다.

## 같이 보기
- 강원감영
- 원주 강원감영 포정루 (강원도 유형문화재 제3호)

## 참고 자료
- 원주 강원감영 선화당 - 국가유산청 국가유산포털